# كامبريدج (دائرة فدرالية)
كامبريدج هي دائرة انتخابية فدرالية وإقليمية في أونتاريو (كندا) تبلغ مساحتها 346,97 كم. تتألف الدائرة الانتخابية من مدينة كامبريدج وبلدة نورث دومفريس.
الدوائر الانتخابية المجاورة هي ويلينغتون - هالتون هيلز، كيتشنر - سود هيسبيلر، كيتشنر - كونستوغا، برانتفورد - برانت، فلامبورو - جلانبروك، وأكسفورد.

## نتائج الانتخابات
الانتخابات الفيدرالية الكندية 2021 – كامبريدج
|                                    | اسم                                | حزب سياسي                          | أصوات  | %       | غالبية |
| ---------------------------------- | ---------------------------------- | ---------------------------------- | ------ | ------- | ------ |
|                                    | بريان ماي                          | ليبرالي                            | 20 866 | 38,04 % | 1 990  |
|                                    | كوني كودي                          | محافظ                              | 18 876 | 34,41 % |        |
|                                    | لورن بروس                          | NPD                                | 9 319  | 16,99 % |        |
|                                    | ماجي سيجونيس                       | حزب الشعب                          | 3 931  | 7,17 %  |        |
|                                    | ميشيل برانيف                       | الخضر                              | 1 860  | 3,39 %  |        |
| إجمالي الأصوات الصحيحة             | إجمالي الأصوات الصحيحة             | إجمالي الأصوات الصحيحة             | 54 852 | 99,39 % |        |
| إجمالي الأصوات المرفوضة            | إجمالي الأصوات المرفوضة            | إجمالي الأصوات المرفوضة            | 335    | 0,61 %  |        |
| إجمالي الأصوات التي تم الإدلاء بها | إجمالي الأصوات التي تم الإدلاء بها | إجمالي الأصوات التي تم الإدلاء بها | 55 187 | 61,26 % |        |
| الناخبين المسجلين                  | الناخبين المسجلين                  | الناخبين المسجلين                  | 90 092 |         |        |